# Hoa hậu Thế giới 1997

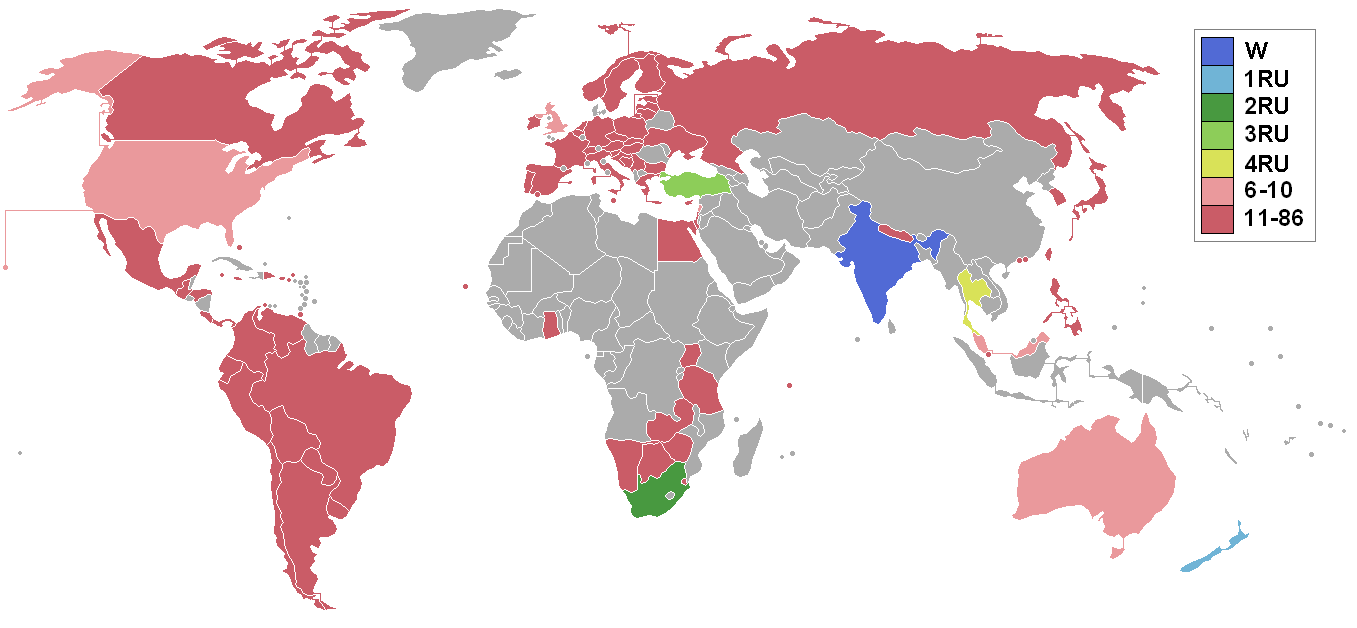
Các quốc gia và vùng lãnh thổ tham dự cuộc thi và kết quả.

Hoa hậu Thế giới 1997, là cuộc thi Hoa hậu Thế giới lần thứ 47 được tổ chức tại Baie Lazare, Seychelles vào ngày 22 tháng 11 năm 1997. 86 thí sinh đã cùng nhau thi đua để giành chiếc vương miện. Kết thúc cuộc thi, Diana Hayden từ Ấn Độ đã chiến thắng.

## Kết quả

### Thứ hạng
| Kết quả               | Thí sinh |
| --------------------- | --- |
| Hoa hậu Thế giới 1997 | - Ấn Độ – Diana Hayden |
| Á hậu 1               | - New Zealand – Lauralee Martinovich |
| Á hậu 2               | - Nam Phi – Jessica Motaung |
| Top 5                 | - Thái Lan – Tanya Suesuntisook - Thổ Nhĩ Kỳ – Çağla Şikel                                                                               |
| Top 10                | - Úc – Laura Csortan - Liban – Joëlle Behlock - Malaysia – Arianna Teoh - Vương quốc Anh – Vicki-Lee Walberg - Hoa Kỳ – Sallie Toussaint |

### Các nữ hoàng sắc đẹp châu lục
| Châu lục                | Thí sinh                    |
| ----------------------- | --------------------------- |
| Châu Phi                | - Nam Phi – Jessica Motaung |
| Châu Mỹ                 | - Hoa Kỳ – Sallie Toussaint |
| Châu Á & Châu Đại dương | - Ấn Độ – Diana Hayden      |
| Vùng Caribê             | - Jamaica – Michell Moodie  |
| Châu Âu                 | - Thổ Nhĩ Kỳ – Çağla Şıkel  |

## Các thí sinh
| - Quần đảo Virgin (Mỹ) - Taisha Regina Gomes - Argentina - Natalia Pombo - Aruba - Michella Laclé Croes - Úc - Laura Csortan - Áo - Susanne Nagele - Bahamas - Alevta Adderley - Bỉ - Sandrine Corman - Bolivia - Mitzy Suárez Saucedo - Bosnia & Herzegovina - Elma Terzić - Botswana - Mpule Kwelagobe - Brazil - Fernanda Rambo Agnes - Quần đảo Virgin (Anh) - Zoe Jennifer Walcott - Bulgaria - Simona Velitchkova - Canada - Keri-Lynn Power - Cabo Verde - Carmelinda Gonçalves - Quần đảo Cayman - Cassandra Powell - Chile - Paulina Mladinic - Trung Hoa Dân Quốc - Phương Tố Lăng - Colombia - Gladys Buitrago Caicedo - Costa Rica - Rebeca Escalante Trejas - Croatia - Martina Novosel - Síp - Galatia Charalambidou - Cộng hòa Séc- Terezie Dobrovolná - Cộng hòa Dominica - Carolina Estrella Peña - Ecuador - Clio Olayo Frías - Ai Cập - Amal Shawky Soliman - Estonia - Mairit Roonsar - Phần Lan - Minna Lehtinen - Pháp - Laure Belleville - Đức - Katja Glawe - Ghana - Benita Sena Somolekae - Gibraltar - Rosanna Ressa - Hy Lạp - Eugenia Limantzaki - Guatemala - Lourdes Mabel Valencia Bobadilla - Hà Lan - Sonja Aldina Silva - Honduras - Hansel Cristina Caceres Teruel - Hồng Kông - Lý Minh Tuệ - Hungary - Beata Petes - Ấn Độ - Diana Hayden - Ireland - Andrea Roche - Israel - Mirit Greenberg - Ý - Irene Lippi - Jamaica - Michelle Moodie | - Nhật Bản - Shinobu Saraie - Hàn Quốc - Kim Jin-ah - Latvia - Liga Graudumniece - Liban - Joëlle Buhlok - Lithuania - Asta Vyšniauskaitė - Ma Cao - Agnes Lo - Malaysia - Arianna Teoh - Malta - Sarah Vella - México - Blanca Soto - Namibia - Sheya Shipanga - Nepal - Jharana Bajracharya - New Zealand - Lauralee Martinovich - Na Uy - Charlotte Høiåsen - Panama - Patricia Aurora Bremner Hernández - Paraguay - Mariela Quiñónez García - Peru - Claudia María Luque Barrantas - Philippines - Kristine Rachel Gumabao Florendo - Ba Lan - Roksana Jonek - Bồ Đào Nha - Icilia Silva Berenguel - Puerto Rico - Aurea Isis Marrero Nieves - Nga - Liudmila Popova - Seychelles - Michelle Lane - Singapore - Jasmine Wong - Slovakia - Marietta Senkacová - Slovenia - Maja Šimec - Nam Phi - Jessica Motaung - Tây Ban Nha - Nuria Avellaneda Gallego - Swaziland - Xoliswa Mkhonta - Thụy Điển - Sofia Joelsson - Thụy Sĩ - Tanja Gutmann - Tanzania - Saida Joy Kessys Sashays - Thái Lan - Tanya Suesuntisook - Trinidad & Tobago - Mandy Jagdeo - Thổ Nhĩ Kỳ - Çağla Şıkel - Uganda - Lillian Acom - Ukraina - Kseniya Kuz'menko - Vương quốc Anh - Vicki-Lee Walberg - Hoa Kỳ - Sallie Toussaint - Uruguay - Ana González Kwasny - Venezuela - Christina Dieckmann - Nam Tư - Tamara Saponijić - Zambia - Tukuza Tembo - Zimbabwe - Una Patel |